# Вежа Шухова

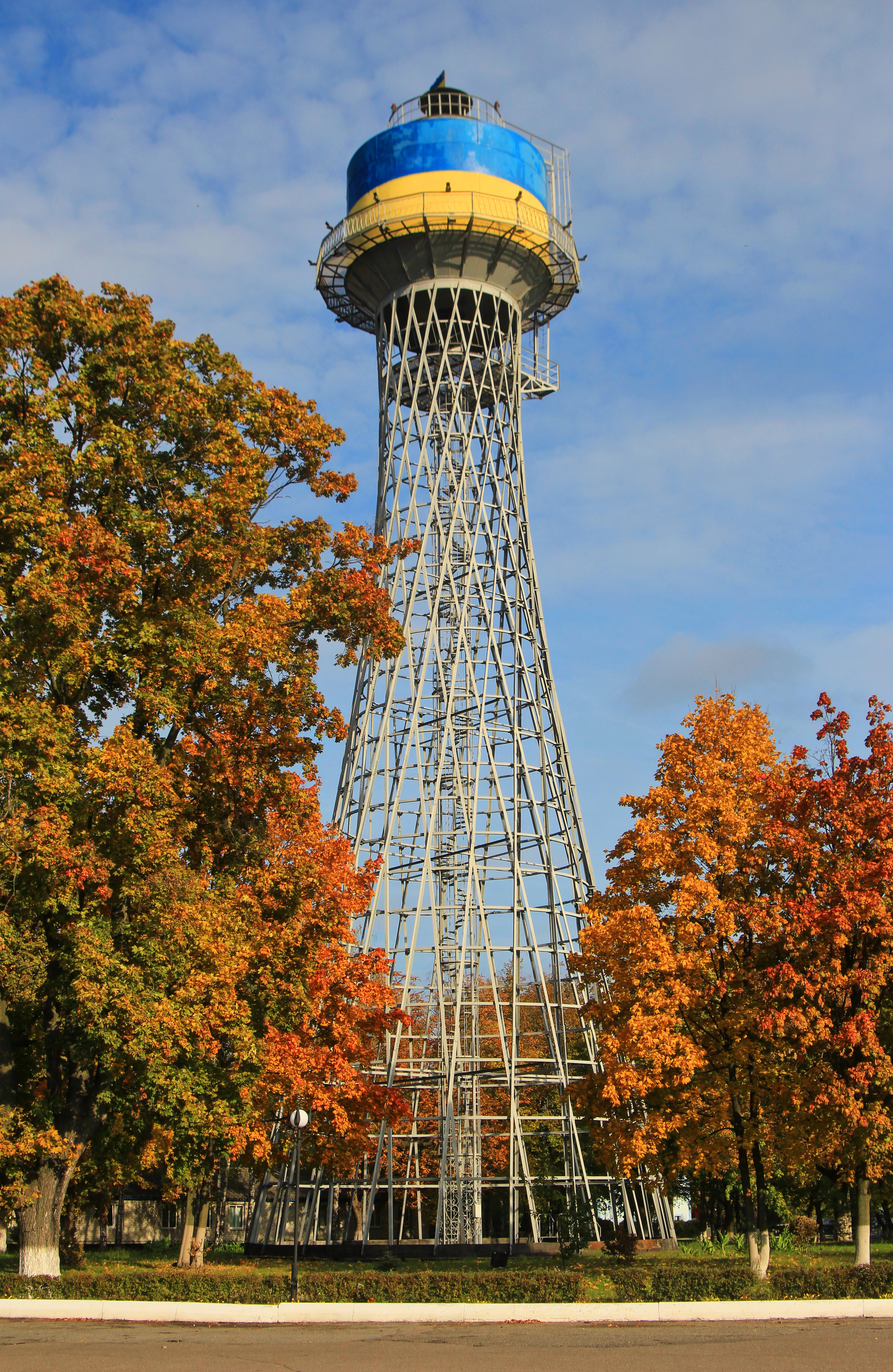
Черкаська гіперболоїдна вежа системи Шухова в Черкасах, 2017 рік

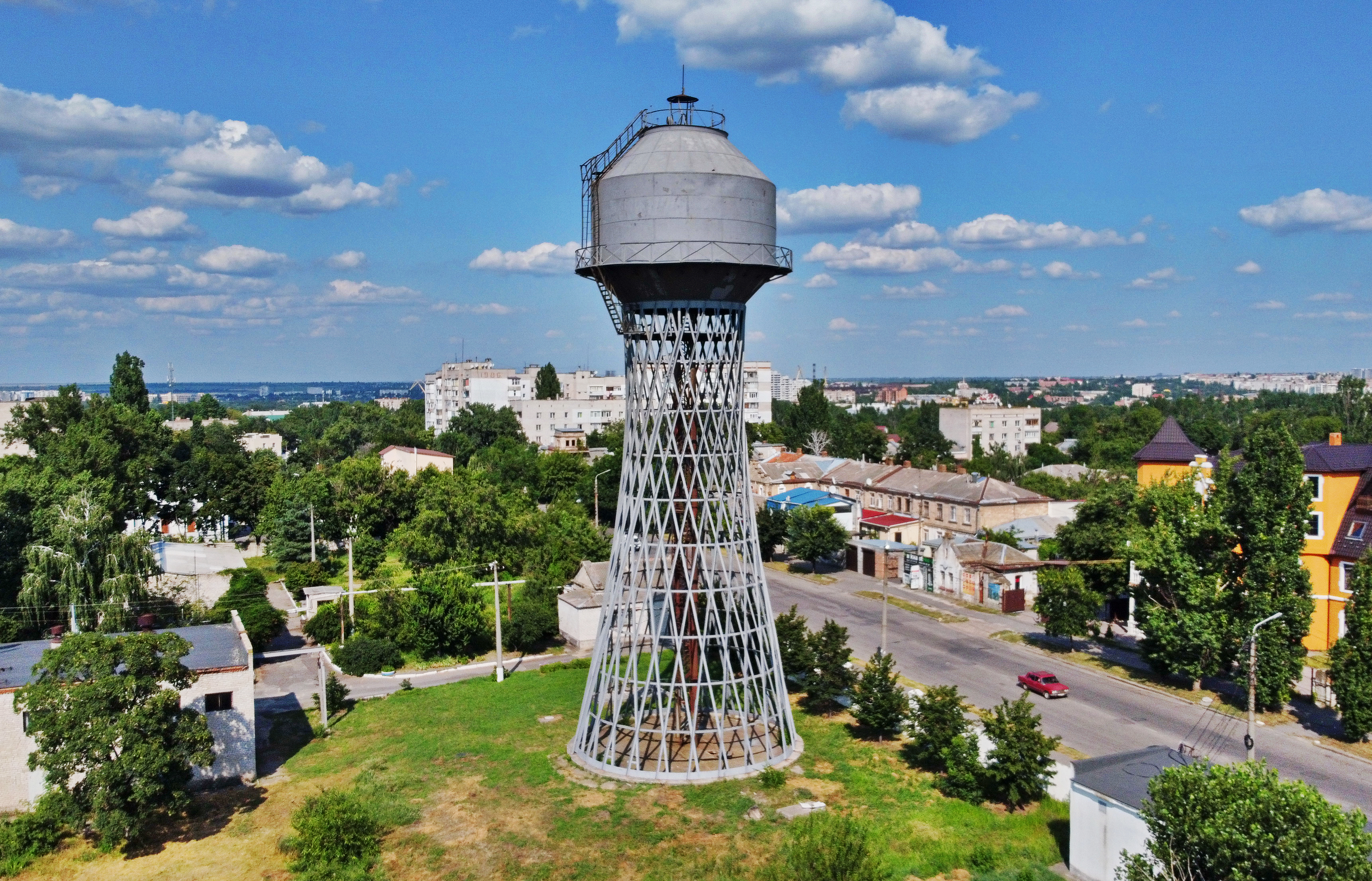
Вежа Шухова в Миколаєві у липні 2021

Вежа Шухова — сітчаста вежова гіперболоїдна конструкція системи інженера Володимира Шухова; її утворено пересічними прямолінійними стрижнями, що містяться вздовж поверхні однопорожнинного гіперболоїда. 

## Історія
Винахід датовано січнем 1896 року. Першу таку вежу Володимир Шухов збудував для Всеросійської промислової виставки в Нижньому Новгороді. Пізніше за системою Шухова було побудовано більш як 200 сталевих споруд: водонатискні вежі, морські маяки, радіовежі, опори ліній електропередач, башти на кораблях військового флоту, пожежні та сигнальні вежі.

## Конструкція
Кількарівневі вежі, що складаються з декількох гіперболоїдних секцій, які поставлено одне на одне, вмонтовують «телескопічним методом», що спеціально розробив Шухов. Усередині нижньої частини вежі, що змонтовано в проєктному становищі, послідовно складають, а потім піднімають наступні секції. Щоб нижня частина секції, що піднімається, могла пройти крізь верхнє кільце вже змонтованої конструкції, секцію тимчасово стягують.
Найвищу вежу Шухова було побудовано в 1920—1922 роках у Москві. Вона мала шість ярусів і 148,3 м заввишки. 1921 року з неї вперше в СРСР почалося масове радіомовлення, а 1945 року — телевізійне мовлення. Гіперболічну конструкцію вежі Шухова складають, переважно, з прямолінійних стрижнів, що їх легко перевозять і оброблюють нескладним устаткованням. Попри те, що сьогодні в будівництві застосовують сьогочасніші й легші конструкції, вежі Шухова як і раніше застосовують, наприклад, як риштовання під час будівництва залізобетонних градирень.
У 2019 р. гіперболоїдна водонапірна башта включена до переліку об’єктів науки і техніки за категорією національного значення.